# Eerste klasse 1991-92 (basketbal België)
Het seizoen 1991-1992 was de 45e editie van de hoogste basketbalcompetitie.
RC Maes Pils Mechelen behaalde zijn dertiende landstitel. COB St-Louis Liège en Quaregnon promoveerden. Brandt Kortrijk kon de degradatie vermijden na winst in de testwedstrijden

## Naamswijziging
Durox Leuven werd ABB Leuven
Quaregnon werd Meubles St-Joseph Quaregnon

## Eindstand
|  |    |                       | P  | W  | V  | G | Ptn |
|  | -- | --------------------- | -- | -- | -- | - | --- |
|  | 1  | RC Maes Pils Mechelen | 26 | 23 | 3  | 0 | 46  |
|  | 2  | Trane Castors Braine  | 26 | 20 | 6  | 0 | 40  |
|  | 3  | Sunair BC Oostende    | 26 | 19 | 7  | 0 | 38  |
|  | 4  | Spirou Monceau        | 26 | 18 | 8  | 0 | 36  |
|  | 5  | Bobcat Gent           | 26 | 16 | 10 | 0 | 32  |
|  | 6  | Go Pass B Pepinster   | 26 | 13 | 13 | 0 | 26  |
|  | 7  | Cuva Houthalen        | 26 | 13 | 13 | 0 | 26  |
|  | 8  | BBC Maccabi Brussels  | 26 | 11 | 15 | 0 | 22  |
|  | 9  | BAC Damme             | 26 | 11 | 15 | 0 | 22  |
|  | 10 | ABB Leuven            | 26 | 10 | 16 | 0 | 20  |
|  | 11 | St-Louis              | 26 | 9  | 17 | 0 | 18  |
|  | 12 | Avenir Namur          | 26 | 8  | 18 | 0 | 16  |
|  | 13 | Brandt Kortrijk       | 26 | 8  | 18 | 0 | 16  |
|  | 14 | SJ Quaregnon          | 26 | 3  | 23 | 0 | 6   |

## Eindronde Daler
Brandt Kortrijk - Avenir Namur 81-55
Avenir Namur - Brandt Kortrijk 85-62

## Play-offs
- Best of three

RC Maes Pils Mechelen - Spirou Monceau 70-62
Spirou Monceau - RC Maes Pils Mechelen 69-66
RC Maes Pils Mechelen - Spirou Monceau 89-63
Trane Castors Braine - Sunair BC Oostende 88-74
Sunair BC Oostende - Trane Castors Braine 116-101
Trane Castors Braine - Sunair BC Oostende 103-84
- Best of five

RC Maes Pils Mechelen - Trane Castors Braine 80-64
Trane Castors Braine - RC Maes Pils Mechelen 80-71
RC Maes Pils Mechelen - Trane Castors Braine 96-84
Trane Castors Braine - RC Maes Pils Mechelen 90-74
RC Maes Pils Mechelen - Trane Castors Braine 87-83
1928 · 1929 · 1930 · 1931 · 1932 · 1933 · 1934 · 1935 · 1936 · 1937 · 1938 · 1939 · 1940 · 1941 · 1942 · 1943 · 1944 · 1945 · 1946 · 1947 · 1948 · 1949 · 1950 · 1951 · 1952 · 1953 · 1954 · 1955 · 1956 · 1957 · 1958 · 1959 · 1960 · 1961 · 1962 · 1963 · 1964 · 1965 · 1966 · 1967 · 1968 · 1969 · 1970 · 1971 · 1972 · 1973 · 1974 · 1975 · 1976 · 1977 · 1978 · 1979 · 1980 · 1981 · 1982 · 1983 · 1984 · 1985 · 1986 · 1987 · 1988 · 1989 · 1990 · 1991 · 1992 · 1993 · 1994 · 1995 · 1996 · 1997 · 1998 · 1999 · 2000 · 2001 · 2002 · 2003 · 2004 · 2005 · 2006 · 2007 · 2008 · 2009 · 2010 · 2011 · 2012 · 2013 · 2014 · 2015 · 2016 · 2017 · 2018 · 2019 · 2020 · 2021